# Notre-Dame-de-Sanilhac
Notre-Dame-de-Sanilhac korábbi község Franciaországban, Dordogne megyében. Lakosainak száma 3185 fő (2018. január 1.). Notre-Dame-de-Sanilhac Périgueux, Chalagnac, Atur, Boulazac Isle Manoire, Coulounieix-Chamiers, Coursac, Église-Neuve-de-Vergt, Marsaneix, Boulazac és Boulazac-Isle-Manoire községekkel határos.
2017. január 1-jén Breuilh és Marsaneix korábbi községgel egyesült és az így létrejött Sanilhac új község része lett.

## Népesség
A település népességének változása:
| Lakosok száma | 3078 | 3113 | 4690 | 3165 | 3185 |
|               | 2013 | 2015 | 2016 | 2017 | 2018 |